# Попово-Вонеське
Попово-Вонеське (пол. Popowo Wonieskie, нім. Poppen) — село в Польщі, у гміні Осечна Лещинського повіту Великопольського воєводства.
Населення — 253 особи (2011).
У 1975-1998 роках село належало до Лешненського воєводства.

## Демографія
Демографічна структура станом на 31 березня 2011 року:
|          | Загалом | Допрацездатний вік | Працездатний вік | Постпрацездатний вік |
| -------- | ------- | ------------------ | ---------------- | -------------------- |
| Чоловіки | 121     | 32                 | 75               | 14                   |
| Жінки    | 132     | 30                 | 75               | 27                   |
| Разом    | 253     | 62                 | 150              | 41                   |